# پارک سونگ-هیون
پارک سونگ-هیون (به کره‌ای: 박성현 - Park Sung-Hyun) ورزشکار زن رشتهٔ تیراندازی با کمان اهل کشور کره جنوبی است. وی در بین سال‌های ‎۲۰۰۴ تا ۲۰۰۸ میلادی در مسابقات بازی‌های المپیک تابستانی در مجموع ۴ مدال، شامل ۳ مدال طلا و ۱ نقره را کسب کرد.